# Vlag van Tolna

Vlag van Tolna
(ratio 2:3)

De vlag van Tolna werd op 27 april 1991 aangenomen als de vlag van de Hongaarse comitaat Tolna. De vlag bestaat uit twee even hoge banen blauw en wit met het wapen in het midden. Onder het wapen staat in een boog en in blauwe letters: tolna megye.
Het comitaat Tolna ontving zijn wapen in 1699 van keizer Leopold I. Na 150 jaar Turkse overheersing getuigt het wapen van grote loyaliteit met het Hongaarse koninkrijk. Stefanus I (ca. 970–1038), gezeten in het midden, was de eerste koning van Hongarije. Zijn zoon Emmerik (ca. 1007–1031), staande rechts, werd gezien als zijn opvolger, maar overleed eerder als gevolg van een aanval van een everzwijn bij een jachtpartij. Beiden werden in 1083 door Paus Gregorius VII Heilig verklaard. De attributen van St.-Emmerik zijn een tak met lelies en een zwaard. In 1836 werd het wapen door koning Ferdinand V nog gemodificeerd.